# Georges de Porto-Riche
Georges de Porto-Riche (ur. 20 maja 1849 w Bordeaux, zm. 4 lub 5 września 1930 w Paryżu) – francuski dramatopisarz.
Od 24 maja 1923 był członkiem Akademii Francuskiej (fotel 6). Napisał wiele sztuk teatralnych o tematyce miłosnej charakteryzujących się wnikliwą analizą psychologiczną. Najbardziej znanymi jego sztukami są: La chance de Françoise (1888, wystawiona w Théâtre Libre), Zakochana (1891, wyst. pol. 1906 w Teatrze Miejskim w Krakowie), Powraca (1897, wyst. pol. 1918), La viel homme (1910), L marchand d’estampes (1917). Ponadto tworzył poezję.
Odznaczony Legią Honorową w klasie Wielkiego Oficera.